# 포도스테뭄과

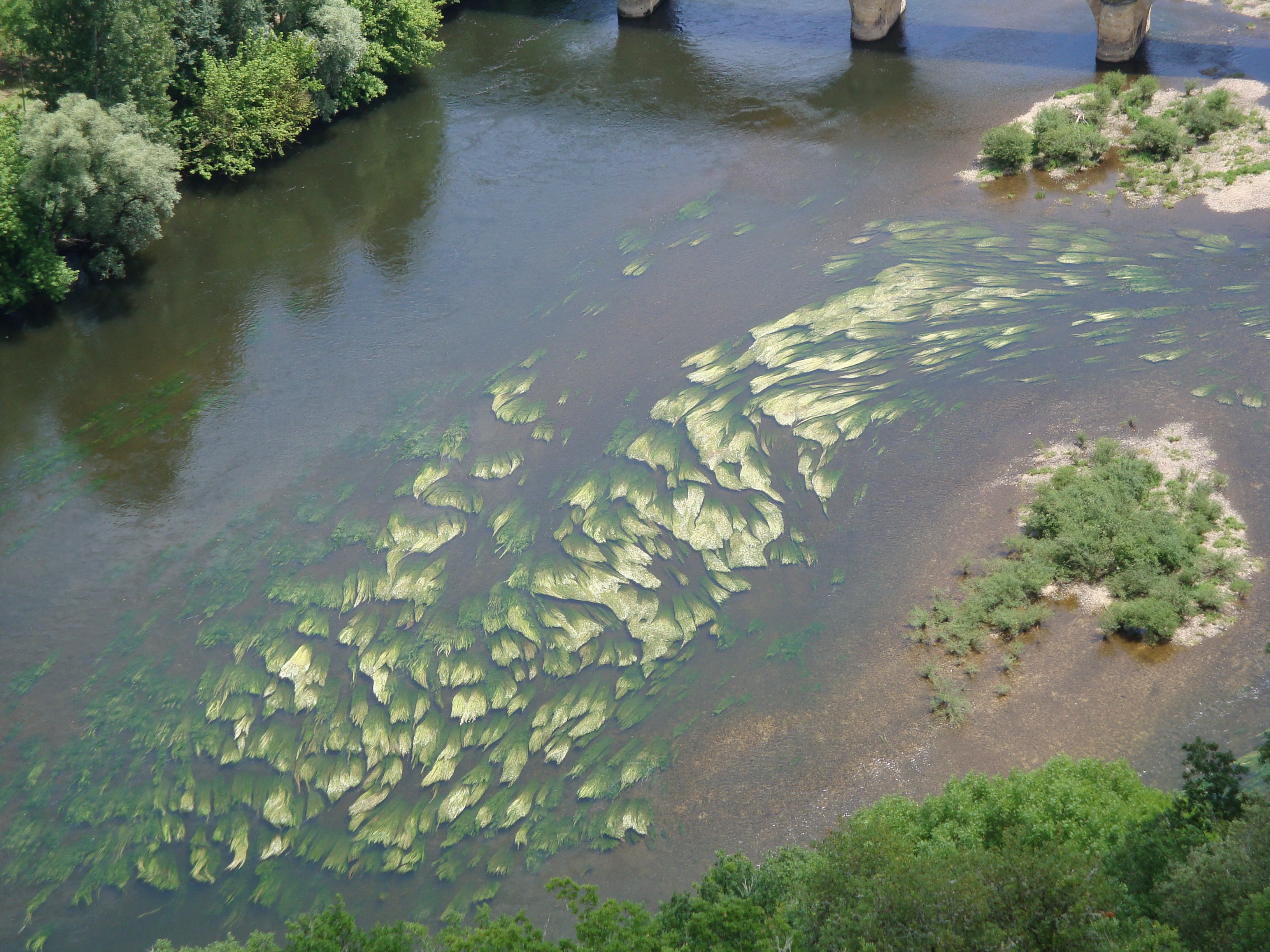
도르도뉴 강의 포도스테뭄과 꽃

포도스테뭄과(Podostemaceae)는 말피기아목에 속하는 속씨식물과의 하나이다. 크론퀴스트 분류 체계는 포도스테뭄목(Podostemales)의 유일한 과로 분류하였으나, 현재는 말피기아목으로 분류하고 있다. 약 50여 개 속에 250종 전후의 엽상체로 된 수생 초본 식물로 이루어져 있다. 포도스테뭄과 식물은 강의 여울과 폭포의 딱딱한 표면(주로 바위)에서 발견된다. 주로 전 세계의 열대 및 아열대 기후 지역에서 발견된다.

## 속
| - Angolaea - Apinagia - Butumia - Castelnavia - Ceratolacis - Cladopus - 달젤리아속 (Dalzellia) - Devillea - Dicraeanthus - Dicraeia - Diplobryum - Djinga - Endocaulos - Farmeria - Griffithella - Heterotristicha - Hydrobryum - Indotristicha - Jenmaniella - Ledermanniella - Leiothylax - Letestuella - Lonchostephus - Lophogyne - Macarenia - Macropodiella - Malaccotristicha | - Marathrum - Mniopsis - Monostylis - Mourera - Oserya - Paleodicraeia - Podostemum - Pohliella - Polypleurella - Polypleurum - Rhyncholacis - Saxicolella - Sphaerothylax - Stonesia - Thelethylax - Torrenticola - 트리스티카속 (Tristicha) - Tulasneantha - Weddellina - Wettsteiniola - Willisia - Winklerella - Zehnderia |

## 같이 보기
- 에우게니우스 바르밍 - 이 과를 연구한 식물학자-